# 日本科学技術連盟
一般財団法人 日本科学技術連盟（いっぱんざいだんほうじん にほんかがくぎじゅつれんめい）は、日本の元文部科学省科学技術・学術政策局基盤政策課所管の法人。通称日科技連。関連組織として日科技連出版社、日本科学技術研修所（日科技研）がある。

## 概要
- 事業内容　「科学技術に関する調査・研究及び開発等。」[1]
  - 経営管理技術、「品質管理」を中心とする各種の事業（セミナー（教育）事業がコア）を実施[2]
- 所在地　　東京都新宿区西新宿2-7-1・新宿第一生命ビル4階[3]
- 代表者　　会長・坂根正弘/理事長・佐々木眞一

## 沿革
- 1918年 - 「社団法人 工政会」発足
- 1920年 - 「日本工人倶楽部」発足
- 1935年 - 「日本工人倶楽部」が「社団法人日本技術協会」に改称
- 1940年 - 「社団法人全日本科学技術統同会」発足
- 1944年11月3日 - 上記三団体が統合、「大日本技術会」発足
- 1946年4月30日 - 「大日本技術会」解散
- 同年5月1日 - 「大日本技術会」の流れを汲む、「日本科学技術連盟」発足。7月8日第1回科学技術代表者会議をひらく。
- 1955年 - 「株式会社 日科技連出版社」設立
- 1958年 - 「株式会社 日本科学技術研修所」設立
- 1962年4月 - 公益法人の認可取得
- 2014年（平成26年）11月4日 - 本部を東京都新宿区西新宿（小田急第一生命ビル〈現：新宿第一生命ビル〉内）に移転[3]。